# Platenia
Platenia is een geslacht van rechtvleugeligen uit de familie sabelsprinkhanen (Tettigoniidae). De wetenschappelijke naam van dit geslacht is voor het eerst geldig gepubliceerd in 1888 door Dohrn.

## Soorten
Het geslacht Platenia  is monotypisch en omvat slechts de volgende soort:
- Platenia semialata (Dohrn, 1888)